# 혈관 저항
혈관 저항(血管抵抗, 영어: vascular resistance)은 순환계를 통해 혈액을 밀어내고 혈류를 생성하기 위해 극복해야 하는 저항이다. 온몸순환에 의해 제공되는 저항은 전신 혈관 저항(systemic vascular resistance, SVR)으로 알려져 있거나 때로는 더 오래된 용어인 총 말초 저항(total peripheral resistance, TPR)으로 불릴 수 있는 반면, 폐 순환에 의해 제공되는 저항은 폐 혈관 저항(pulmonary vascular resistance, PVR)으로 알려져 있다. 전신 혈관 저항은 혈압, 혈류 및 심장 기능 계산에 사용된다. 혈관 수축(vasoconstriction. 즉, 혈관 직경의 감소)은 SVR을 증가시키는 반면, 혈관 확장(vasodilation. 혈관 직경의 증가)은 SVR을 감소시킨다.

## 같이 보기
- 빈트케셀 효과 (Windkessel effect)
- 평균 동맥압